# Mesozygiella dunlopi
Genre
Espèce
Mesozygiella dunlopi, unique représentant du genre Mesozygiella, est une espèce éteinte d'araignées aranéomorphes de la famille des Araneidae.

## Distribution
Cette espèce a été découverte dans de l'ambre de Peñacerrada en Álava en Espagne. Elle date du Crétacé inférieur,.

## Description
Le mâle holotype mesure 2,06 mm.

## Étymologie
Cette espèce est nommée en l'honneur de Jason A. Dunlop.

## Publication originale
- (en) Penney & Ortuño, 2006 : Oldest true orb-weaving spider (Araneae: Araneidae). Biology Letters, vol. 2, p. 447–450 (texte intégral).